# Place de l'hôtel de ville de Tartu
 (juillet 2025).
Si vous disposez d'ouvrages ou d'articles de référence ou si vous connaissez des sites web de qualité traitant du thème abordé ici, merci de compléter l'article en donnant les références utiles à sa vérifiabilité et en les liant à la section « Notes et références ».
La place de l'hôtel de ville (estonien : Raekoja plats) est la place de l'hôtel de ville de Tartu en Estonie.

## Présentation
La place de l'hôtel de ville est au centre-ville de Tartu, l'hôtel de ville de Tartu se trouve en bordure de la place,.
Les rues Küüni tänav, Rüütli tänav et Kompanii tänav partent de la place de l'hôtel de ville. 
La partie située du côté de l'Emajõgi est traversée par le boulevard Vabaduse puiestee. 
La rue Ülikooli tänav passe derrière l'hôtel de ville.
Au milieu et au début des temps modernes, un marché fonctionnait sur la place devant la mairie, c'est pourquoi on l'appelait aussi Suurturu (grand marché).
Bien que le marché ne fonctionne pas aujourd'hui en permanence sur la place de la Mairie, des foires y sont organisées : au printemps la Foire de Printemps ou Foire de Mai, à l'automne la Foire hanséatique lors des Journées hanséatiques de Tartu. 
Toutes sortes de fêtes et de concerts y sont également organisés.
La fontaine Deux étudiants s'embrassant est située sur la place de la mairie. Ses auteurs sont le sculpteur Mati Karmin et l'architecte Tiit Trummal. La fontaine a été inaugurée le 1er septembre 1998.

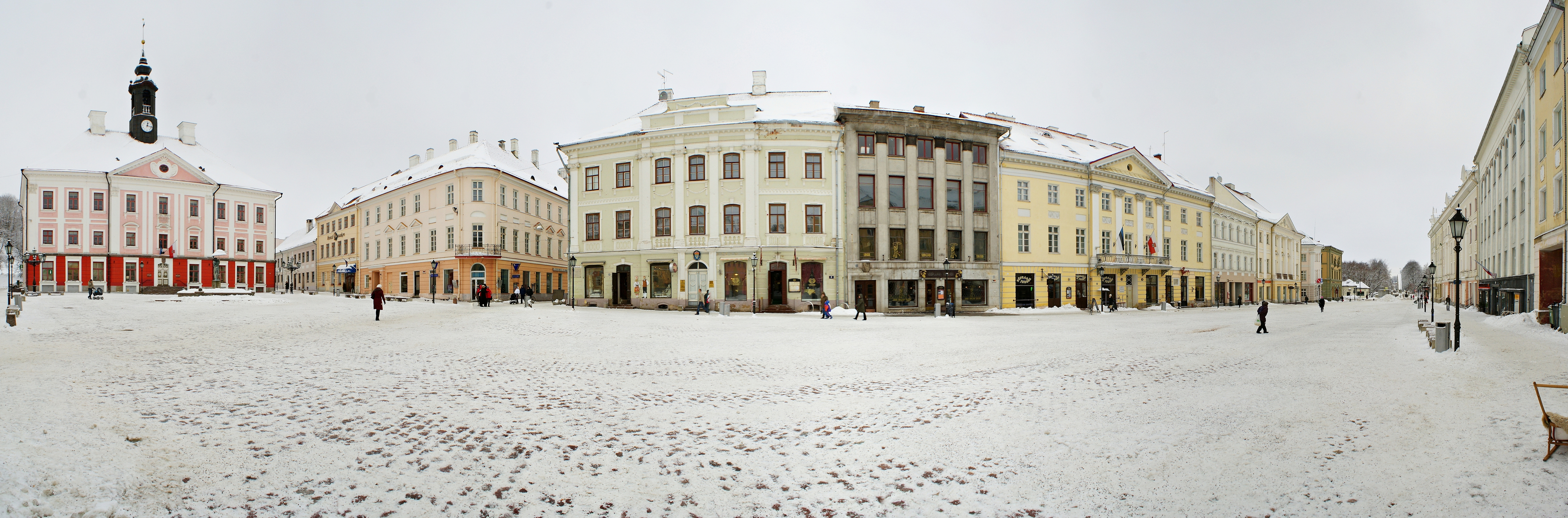
La place de l'hôtel de ville.

## Galerie

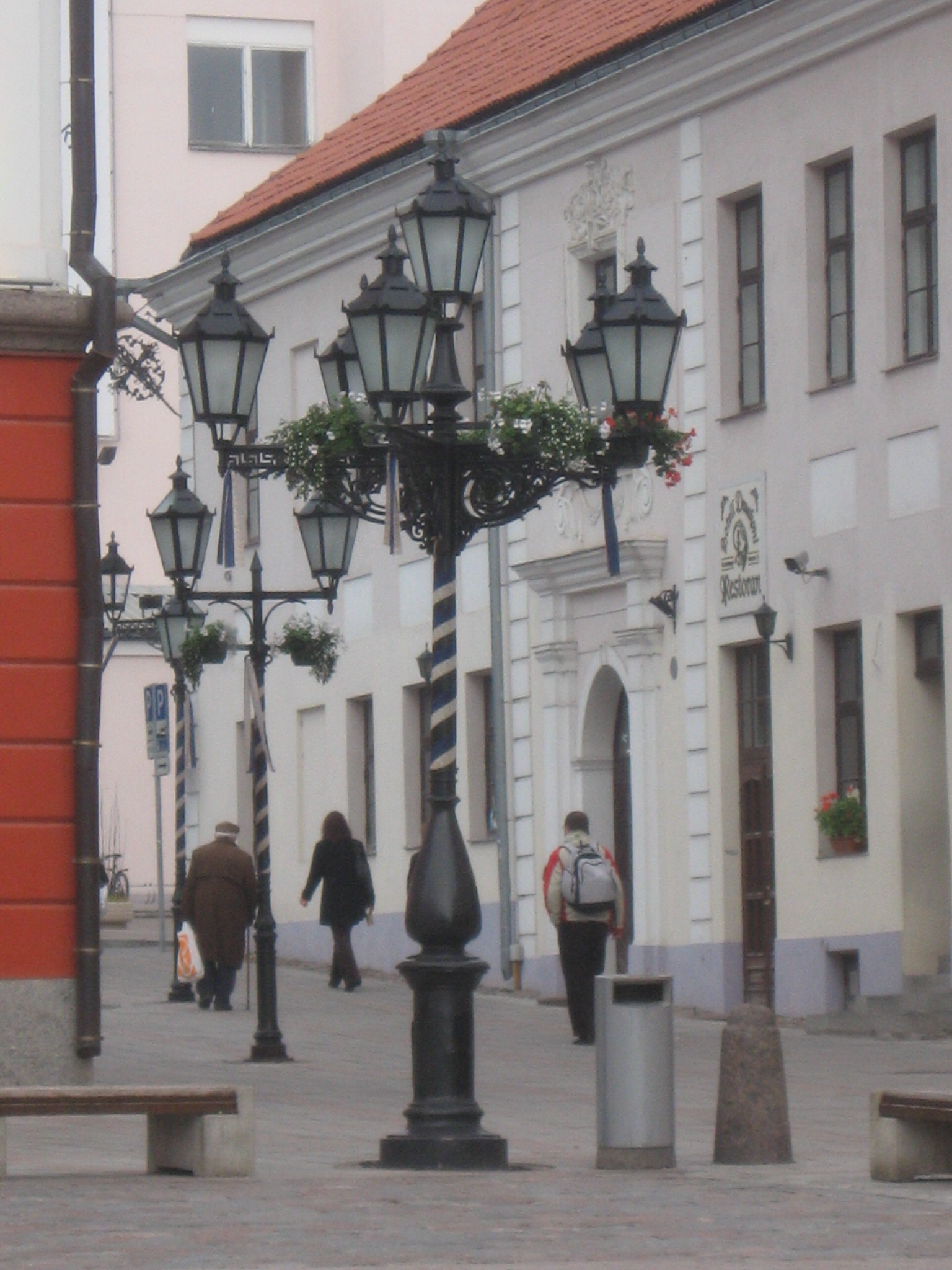
Raekoja plats 2.
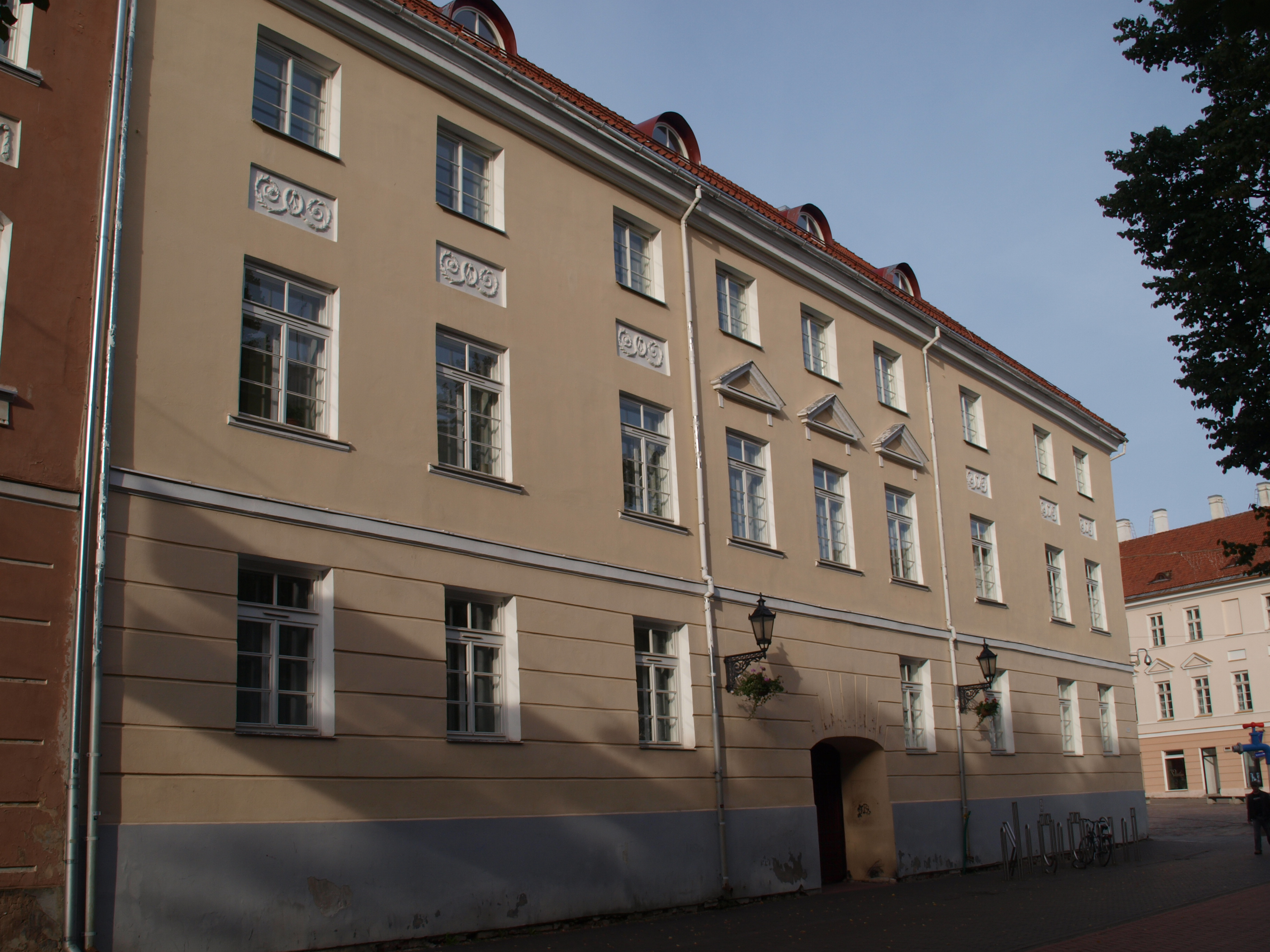
Raekoja plats 3.
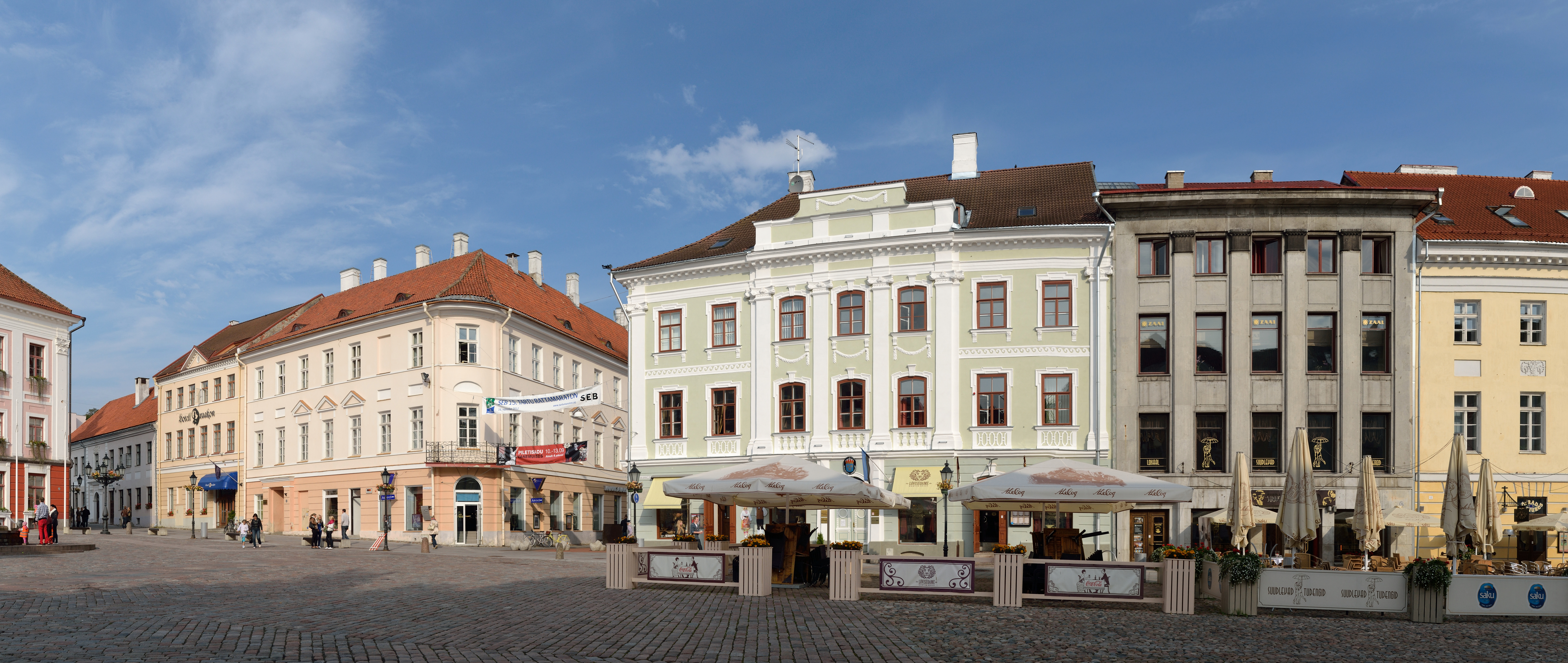
Raekoja plats 2, 4, 6, 8 ja 10.
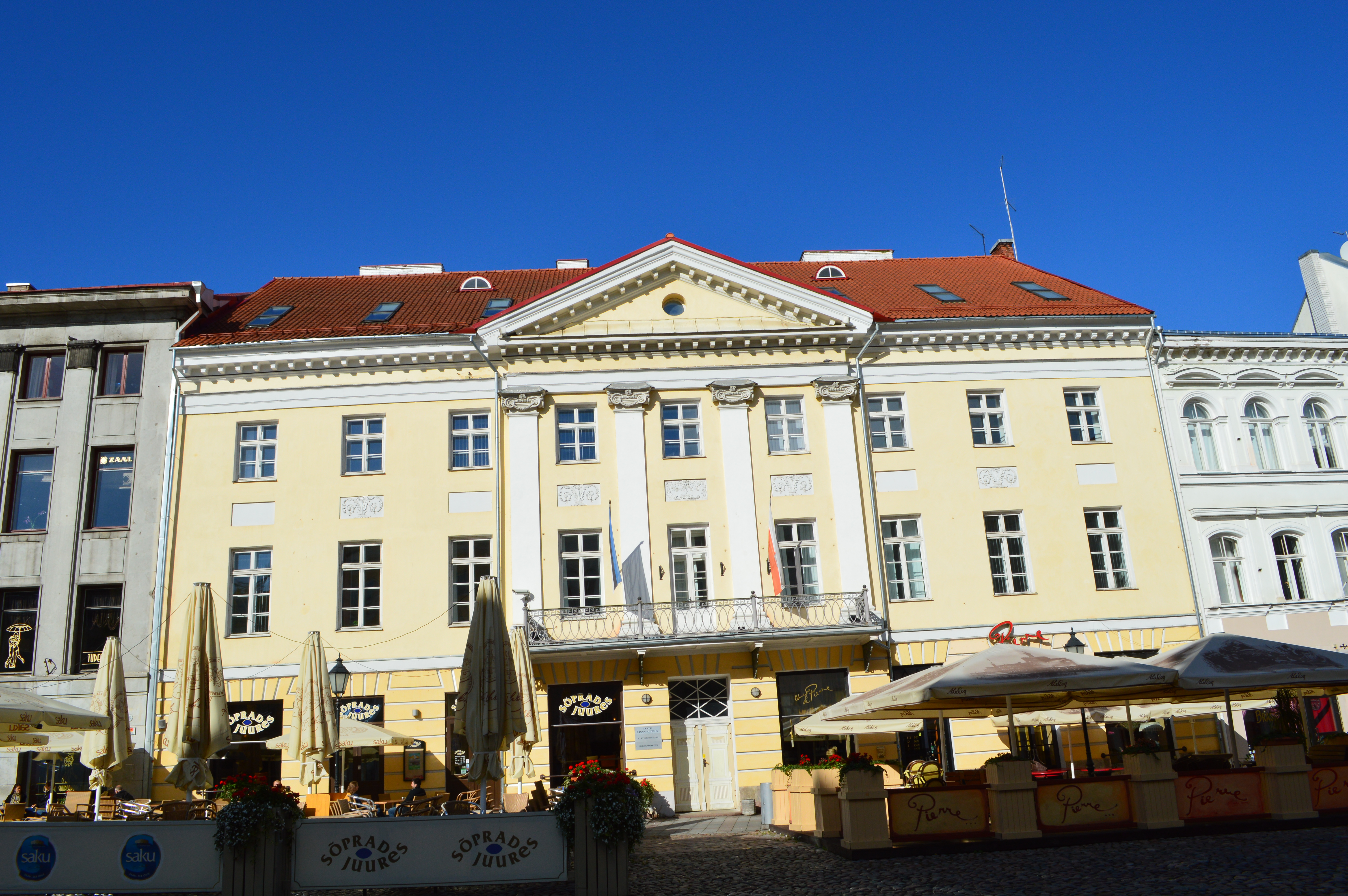
Raekoja plats 12

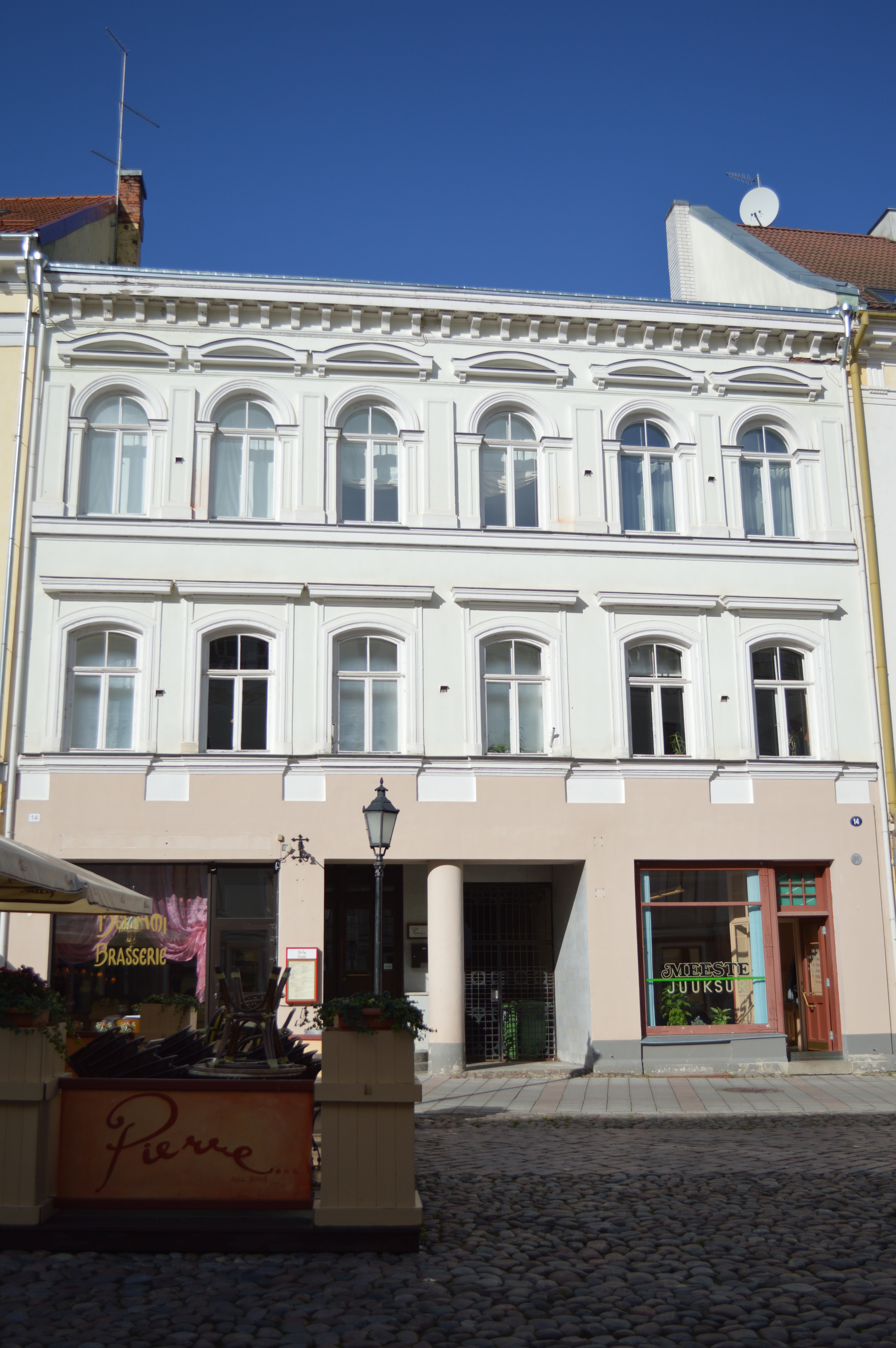
Raekoja plats 14.
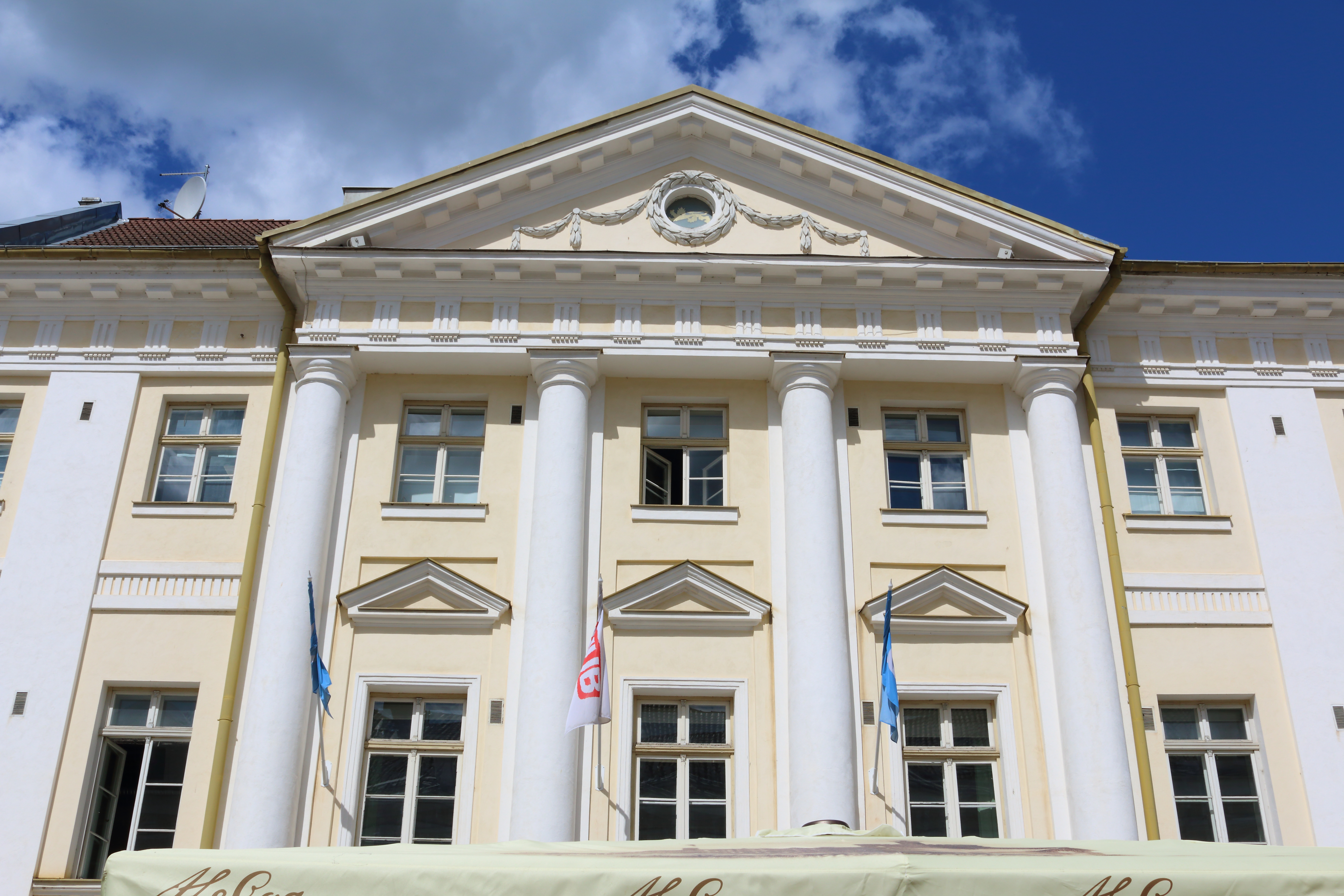
Raekoja plats 15.
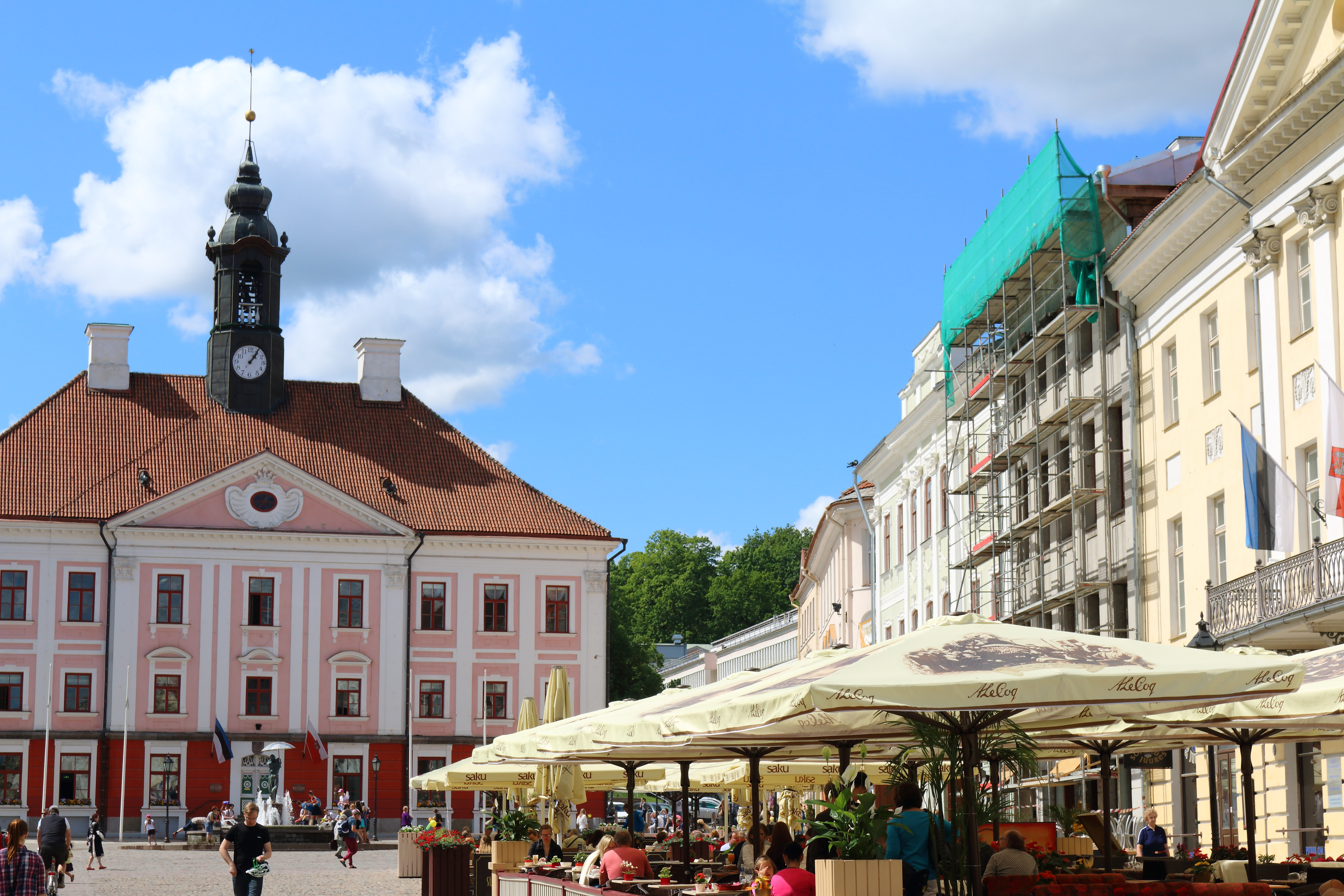
Raekoja plats 16.
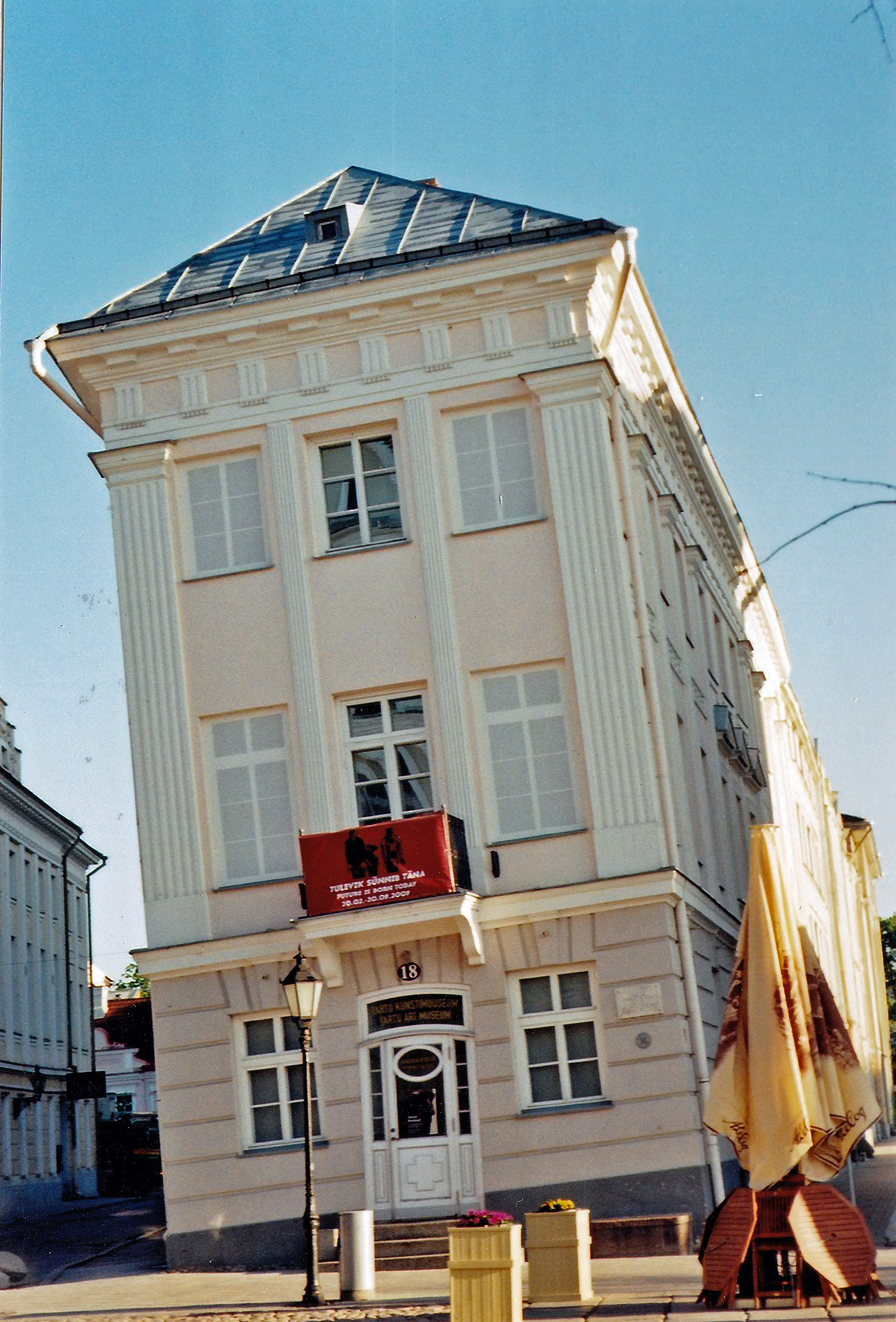
Raekoja plats 18, Maison de Barclay de Tolly.
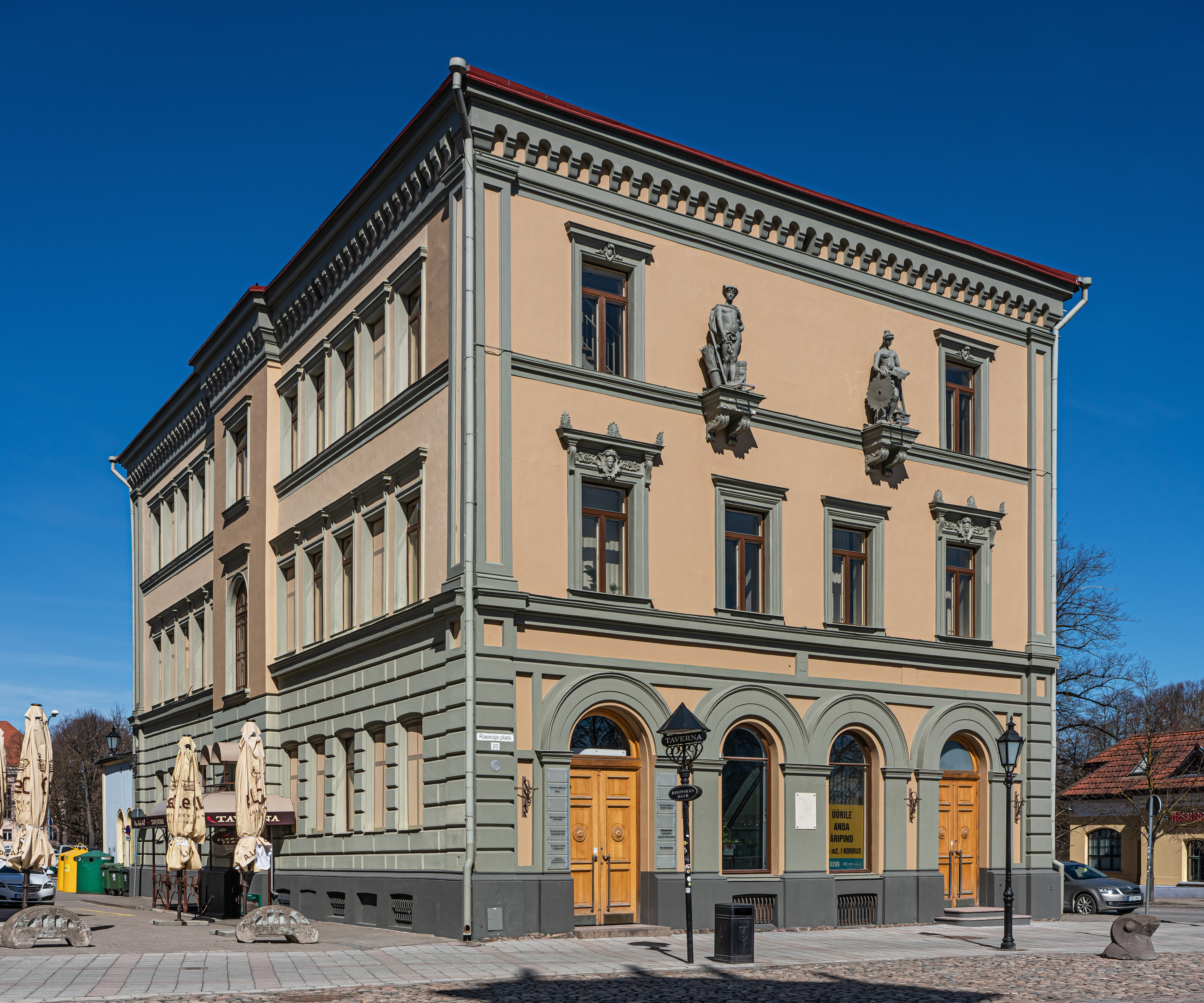
Raekoja plats 20.